# Foulayronnes

Foulayronnes este o comună în departamentul Lot-et-Garonne din sud-vestul Franței. În 2009 avea o populație de 4.968 de locuitori.

## Evoluția populației
| An        | 1975  | 1982  | 1990  | 1999  | 2006  | 2009  |
| --------- | ----- | ----- | ----- | ----- | ----- | ----- |
| Populație | 2.567 | 3.046 | 4.343 | 4.597 | 4.874 | 4.968 |